# 三峠断層
三峠断層（みとけだんそう）は、京都府船井郡京丹波町付近にある活断層である。福知山市から南丹市まで全長約30kmにわたって連続する。この断層は藤田和夫によって、1969年に三峠山南麓で発見された横ずれ断層であるが、地震観測の結果を参考に発見された最初の断層である。
京丹波町猪鼻下村には、断層露頭が見られる。

## 地震の発生
1968年の和知地震 (M＝5.8) がこの線上で発生した。
2007年の京都府地震被害想定調査委員会の発表では、三峠断層を震源とした地震の想定被害は、最大震度7で死者1,200人としている。